# Ermida de Santa Rita (Praia da Vitória)
A Ermida de Santa Rita é uma ermida portuguesa construída na localidade de Santa Rita no concelho de Praia da Vitória, na ilha açoriana da Terceira.
Fica esta ermida situada a poucos quilómetros da Praia da Vitória e é a sede de um curato estabelecido na Serra de São Tiago, criado pelo Decreto de 14 de Agosto do ano de 1861.
É uma ermida muitíssimo antiga, cuja data de construção se ignora. Tudo leva a crer, porém, que fosse já do tempo de Jácome de Bruges, muito embora a sua configuração actual indique que, no decorrer dos tempos, fosse objecto de diversas transformações e a torre mostra ser de construção posterior a do corpo do templo.
Pertencente, outrora, à casa do Visconde de Bruges, esta curiosa ermida dedicada à Santa Rita é hoje propriedade da respectiva paróquia.
Alfredo da Silva Sampaio, na sua Memória sobre a Ilha Terceira, discorrendo sobre a topografia da ilha Terceira, acrescenta ainda o seguinte:
«Esta ermida tem sido muito acrescentada e benfeitorizada pelo povo. Tem no seu interior as seguintes imagens: Santa Rita, orago da igreja, Nossa Senhora de Lourdes e São Tiago».
Isto escrevia Silva Sampaio no ano de 1804, sendo por consequência de crer que nos últimos cinquenta anos o templo em referência se mostre muito modificado no seu interior, devido a sucessivas obras nele efectuadas.